# Palestine (Arkansas)
Palestine város az USA Arkansas államában, Saint Francis megyében. Lakosainak száma 506 fő (2020. április 1.).

## Népesség
A település népességének változása:
| Lakosok száma | 741  | 681  | 506  |
|               | 2000 | 2010 | 2020 |